# Ànima (música)

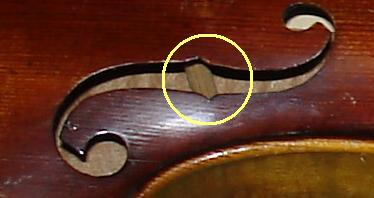
Ànima d'un violí vista a través de la "f" de la dreta.

L'ànima és una petita peça de fusta, de forma cilíndrica, que es disposa a l'interior de la caixa de ressonància d'alguns instruments de corda fregada de la família del violí i de les violes d'arc, entre la taula harmònica i el fons, força prop del pont, per la banda de les cordes més agudes. És la mateixa pressió la que l'aguante en aquesta posició.
Té dues funcions, de manera semblant al que succeeix amb la barra harmònica. La primera és contrarestar la pressió que fan les cordes sobre el pont i aquest sobre la taula harmònica; la segona és transmetre la vibració que la taula harmònica rep del pont cap al fons i la totalitat de la caixa de ressonància, de manera que amplifica i reforça la sonoritat de l'instrument.
La seva col·locació és una operació delicada i important atès que d'ella en depèn el timbre i la potència del so resultant de l'instrument.